# John Philip Kemble
Pour les articles homonymes, voir Kemble.
John Philip Kemble, né le 1er février 1757 à Prescot, dans le Lancashire (aujourd'hui dans le Merseyside), et mort le 26 février 1823 à Lausanne, est un acteur britannique.

## Biographie
Il est le fils de Roger Kemble (1721-1802), directeur du théâtre de Worcester.
Il a onze frères et sœurs, dont
- les actrices Sarah Siddons (1755-1831) et Elizabeth Whitlock (1761-1836)
- les comédiens Stephen Kemble (1758-1822) et Charles Kemble (1775-1854)
- la femme de lettres Ann Hatton (1764-1838)

John Philip Kemble débute en 1782 sur le théâtre de Dublin, puis il vient à Londres en 1783 sur le théâtre de Drury Lane, dont il prend lui-même la direction en 1788. Il quitte la scène en 1817.
Il connait un succès prodigieux dans la tragédie, et triomphe dans Hamlet. Il a arrangé pour la scène plusieurs anciennes pièces, et a écrit lui-même des ouvrages dramatiques.